# Hope and despair
Hope and despair is een livealbum van Cliffhanger. Het album is niet opgenomen in een concertzaal, maar in de Studio Chateau te Tilburg. Opnamen vonden plaats op 2 september 1994. Alleen Feels like flying dateert van 14 maart 1997. Toen het album uitkwam had de band al besloten ermee te stoppen. Muzikale meningsverschillen braken de band op. 

## Musici
- Rinie Huigen – zang, gitaar
- Gijs Koopman – basgitaar, toetsinstrumenten, baspedalen
- Dick Heijboer – toetsinstrumenten
- Hans Boonk – slagwerk

## Muziek
| Nr. | Titel                                                      | Duur  |
| --- | ---------------------------------------------------------- | ----- |
| 1.  | Escape (Boonk, Huigen)                                     | 4:35  |
| 2.  | Oh, cloudy sky / Here comes the Utopian (Heijboer, Huigen) | 6:05  |
| 3.  | Hope and despair (Huigen)                                  | 6;14  |
| 4.  | Good things (last forever) (Huigen)                        | 8:41  |
| 5.  | Feels like flying (Koopman, Huigen)                        | 6:22  |
| 6.  | Hopeless (Koopman, Huigen)                                 | 16:48 |
| 7.  | Colossus (Koopman, Huigen)                                 | 8:19  |
| 8.  | 4 Vessels (Heijboer, Huigen)                               | 7:35  |
| 9.  | Kill your darlings (Heijboer, Merel van Spankeren)         | 6:29  |